# Anna Illés
Anna Krisztina Illés, née le 21 février 1994 à Budapest (Hongrie), est une joueuse hongroise de water-polo. Elle est médaillée de bronze aux Jeux de 2020.

## Carrière
Anna Illés fait ses études à l'université de Californie à Berkeley.
Elle monte sur la troisième marche du podium des Jeux de 2020 avec l'équipe hongroise. Elle prend sa retraite sportive en 2023.

## Palmarès

### Jeux olympiques
- Jeux olympiques d'été de 2020 à Tokyo ( Japon) :
  -  médaille de bronze du tournoi féminin

### Championnats du monde
- Championnats du monde 2013 à Barcelone ( Espagne) :
  -  médaille de bronze du tournoi féminin

### Championnats d'Europe
- Championnat d'Europe 2020 à Budapest ( Hongrie) :
  -  médaille de bronze
- Championnat d'Europe 2016 à Belgrade ( Serbie) :
  -  médaille d'or

- Championnat d'Europe 2014 à Budapest ( Hongrie) :
  -  médaille de bronze
- Championnat d'Europe 2012 à Eindhoven ( Pays-Bas) :
  -  médaille de bronze